# Isidro Bejerano
Isidro Bejerano, né en 1912, ou le 19 novembre 1913, à La Cavada (es) selon les sources et mort en 1970, est un coureur cycliste espagnol. Il évolue au niveau professionnel durant les années 1940.

## Biographie
Originaire de Cantabrie, Isidro Bejerano passe professionnel en 1941. L'année suivante, il se distingue lors du Tour d'Espagne en terminant deuxième d'une étape et huitième du classement général. Il se classe également deuxième du championnat d'Espagne sur route en 1943, alors qu'il court pour l'UD Sans-Pedal Notario.

## Palmarès

### Par année
- 1942
  - 3e du championnat d'Espagne de la montagne
  - 3e du Circuit de Getxo
  - 8e du Tour d'Espagne
- 1943
  - 9e étape du Circuito Castilla-Leon-Asturias (contre-la-montre)
  - Circuito Sardinero
  - 2e du championnat d'Espagne sur route
  - 3e du Tour du Levant
- 1944
  - 2e du GP Ayuntamiento de Bilbao

### Résultats sur le Tour d'Espagne
2 participations
- 1941 : non-partant (16eb étape)
- 1942 : 8e